# Ágios Dimitrianós (Paphos)
Pour l’article homonyme, voir Ágios Dimitrianós.
Ágios Dimitrianós (grec moderne : Άγιος Δημητριανός) est un village de Chypre situé dans le district de Paphos et comptant plus de 91 habitants.